# Affaire Cadiou
L’affaire Cadiou (également appelée le mystère de la Grande Palud) est une affaire criminelle française ayant eu lieu en 1914, dans laquelle Louis Pierre, ingénieur employé à l'usine de la Grande Palud près de Landerneau, est accusé du meurtre du directeur de l'usine, Louis Cadiou.
Le procès, programmé pour fin 1914, est reporté à cause de la Première Guerre mondiale. Convoqué en 1919 devant les assises du Finistère, Louis Pierre est acquitté. L'assassin n'a jamais été retrouvé.
De nombreux rebondissements interviennent dans l'affaire : des allemands qui sont aux commandes de l'usine, une voyante qui indique où se trouve le cadavre, une autopsie ratée, un courrier anonyme qui indique comment faire la contre-autopsie, un accusé qui ne sait plus quand il achète un pistolet, des témoins qui changent de version, des hommes politiques corrompus, un juge peu perspicace qui fait une confiance aveugle à un mythomane et des journalistes qui font avancer l'enquête avec l'aide des brigades du Tigre.

## L'affaire

### Le contexte: l'histoire de l'usine de la Grande Palud
Afin de contourner les barrières douanières entre la France et l’Allemagne, l’allemand Peter Temming souhaite créer une usine à proximité de Brest. Il fonde en 1907, à 3 km de Landerneau, au lieu-dit La Grande Palud, une usine de blanchiment de coton pour la fabrication de poudres sans fumée pour l'armée. La direction technique de l’usine est assurée par un ingénieur allemand. Un homme de paille est à la direction de l'usine : le maire de Landerneau. En 1909, l'usine est rayée de la liste des fournisseurs du ministère de la Guerre pour deux raisons : problèmes de qualité des produits livrés à l'armée mais surtout du fait de la nationalité allemande du bailleur de fonds. C'est la faillite assurée car l'entreprise n'a plus de débouchés.
Une nouvelle société est fondée par la famille Cadiou en 1909 qui rachète l'usine de la Grande Palud. Elle a pour directeur Louis Cadiou et un nouvel ingénieur, Louis Pierre, est embauché pour diriger la fabrication. L’usine redevient un des fournisseurs des poudreries nationales du Moulin Blanc et d’Angoulême. Les affaires sont extrêmement prospères, mais fin 1913, le ministère de la Guerre prévient le directeur qu’il est rayé de la liste des fournisseurs de l’armée pour des problèmes de qualité.

### Une disparition qui alimente tous les fantasmes
Louis Cadiou disparaît entre le 30 décembre 1913 et le 1er janvier 1914. La date de la disparition est incertaine car les témoignages divergent à ce sujet. Dès le premier jour de sa disparition, la famille proclame qu'il a été assassiné. Dans un premier temps, la piste d’une fuite à l’étranger est privilégiée. La presse fait le lien avec le scandale des Poudres : Louis Cadiou était soupçonné d’avoir réalisé des malversations et se serait enfui en Allemagne. Il devient, à la veille de la guerre, « l’homme au service des allemands ». Du complot fomenté par les Allemands à la conspiration familiale visant à toucher l’héritage de l’homme d’affaires, la presse de l'époque intrigue autour de cette affaire.

### Le cadavre retrouvé par une voyante
Devant l’inefficacité de la police à retrouver Louis Cadiou, la belle-sœur de Mme Cadiou fait appel à Mme Camille Hoffmann, une célèbre « somnambule », voyante de Nancy. En présence de quelques effets du disparu, elle révèle l’endroit où le corps de Louis Cadiou a été enterré. Le 4 février 1914, Jean-Marie Cadiou, le frère du disparu, se rend dans les bois non loin de l’usine. Il creuse et retrouve le corps 34 jours après sa disparition, enterré dans un bois à 600 mètres de l’usine. 

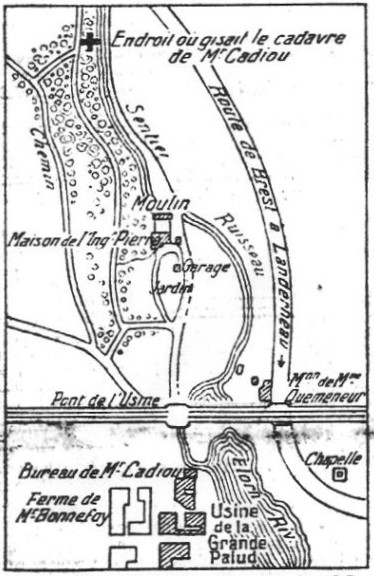
Plan de la Grande Palud - Le Petit Parisien 6 mars 1914

### Un seul suspect: Louis Pierre
Dès le début du mois de janvier 1914, Jean-Marie Cadiou désigne Louis Pierre comme étant le coupable. L’ingénieur de l’usine a été vu quittant l’usine avec Louis Cadiou le 29 ou le 30 décembre selon des témoins. La mésentente entre les deux hommes jette la suspicion sur lui. Il est l’auteur de lettres anonymes dénonçant Cadiou auprès du Ministère de la Guerre ce qui a précipité la chute de l’entreprise. L’ingénieur souhaitait aussi quitter l’usine pour occuper un emploi dans un établissement concurrent, ce que théoriquement son contrat de travail à la Grande Palud ne lui permettait pas. Le mobile est parfait pour le juge qui l’arrête le jour même de la découverte du corps de Louis Cadiou.

### L'arme du crime
L’autopsie réalisée dans l'usine le jour de la découverte du cadavre confirme hâtivement que la victime a été étranglée puis égorgée. L'ingénieur Pierre possède un couteau serpette, il a pu tuer Louis Cadiou avec cette arme blanche. Coup de théâtre, deux lettres anonymes signalent que le médecin légiste a fait une erreur. Une nouvelle autopsie a lieu et révèle la présence d’une balle de calibre 6 mm dans la mâchoire de la victime. Louis Pierre a possédé un révolver du même calibre qu’il aurait revendu en 1913.

### Des témoignages contradictoires et un juge obtus
Le parquet avance que le meurtre a été commis le 30 décembre. Or, il y a des contradictions entre les dépositions de la majorité des employés de l’usine qui affirment avoir vu Louis Cadiou et l’ingénieur Louis Pierre sortir ensemble de l’usine le 29 et seulement 3 ouvriers qui affirment que c'est le 30 décembre. Trois autres témoins extérieurs à l'usine corroborent la date du 30 puis se rétractent pour confirmer la date du 29. Par ailleurs, plusieurs notables qui connaissaient Louis Cadiou l'auraient vu le 31 décembre ou le 1er janvier à Morlaix et Saint-Pol-de-Léon. Le juge d'instruction ignore la piste de Morlaix pour mener une enquête à charge contre l'ingénieur Pierre.

### La police mobile, les journalistes et le député Cloarec
Le député Cloarec, dont le nom apparaît déjà dans le scandale des poudres et qui est mêlé à l'usine de la Grande Palud depuis 1907, pèse de tout son poids pour que l'enquête s'éloigne de Morlaix en faisant pression auprès du juge et de la police. En contradiction avec la commission rogatoire initiale, le parquet de Brest entrave les actions de la police mobile de Rennes qui souhaite explorer d'autres pistes. Les brigades du Tigre décident alors de communiquer des éléments de l'enquête aux journalistes. Face aux révélations des journaux, le juge est obligé de demander à la brigade mobile d'enquêter sur des pistes qui s'écartent de la thèse officielle. La presse et l’opinion publique soutiennent l’ingénieur Pierre et après 110 jours de captivité, il est remis en liberté.

### Le procès
Après sa libération, Louis Pierre est renvoyé devant les Assises du Finistère le 29 juillet 1914. La France entre en guerre quatre jours plus tard, le procès est ajourné. Son procès se tient finalement à l'automne 1919. Après cinq jours de débats, Louis Pierre est alors acquitté à onze voix contre une et remis en liberté, le 31 octobre 1919. Le drame de la Grande-Palud restera à jamais un mystère.

## Protagonistes

### Louis Cadiou
Louis François Marie Cadiou est né le 29 décembre 1864 à Cléder (Finistère). Il est officiellement décédé "environ le 30 décembre 1913" à la Forest-Landerneau selon l'acte du 5 février 1914. Fils de paysans aisés, il se marie le 5 juin 1898 avec Hortense Marie Louise Richard. Le couple a deux enfants, René né en 1900 et Jacques né en 1902. Avoué à Morlaix, il est obligé, sur intervention du parquet, de céder sa charge d’avoué, à Morlaix en 1903 à Joseph Beltz. De 1905 à mars 1909, il vit à Paris des ressources que lui procurent un cabinet d’affaires. A partir de 1909, il réside à Paris et vient ponctuellement à Landerneau pour administrer l'usine de la Grande Palud dont il est le principal actionnaire. Il est aussi propriétaire de plusieurs biens immobiliers : une maison au lieu-dit Keranster à Ploujean, une propriété à Brignogan et un pied-à-terre à Morlaix. Au moment de son décès, son patrimoine est estimé à 250.000-300.000 francs.

### Louis Pierre
Louis Désiré Pierre est né le 4 octobre 1882 à Caugé (Eure). Ses parents sont de riches cultivateurs. A 12 ans, il va au collège Saint François de Sales à Évreux où il obtient son baccalauréat, puis à l'école libre de Sainte Geneviève et enfin à l’École Centrale de Paris dont il obtient le diplôme d'ingénieur (promotion 1908). Il assure la responsabilité effective de l’usine de la Grande Palud en tant que directeur technique. Lors de la mobilisation générale du 2 août 1914, il est ajourné à cause de sa forte myopie. Après plusieurs démarches, il réussit à se faire admettre dans le service automobile de l’artillerie. Il ne quitta pas Paris pendant toute la durée de la guerre. Il épouse Julia Pauline Juzeau (1889-1940), qui était sa bonne à la Grande Palud, à Paris le 16 septembre 1916. Le couple a deux enfants, André né en 1917 et Yvonne née en 1920. Après cette affaire, Louis Pierre ne fit plus parler de lui. On retrouve sa trace dans le recensement de 1936 où il réside à Colombes et déclare la profession de mécanicien chez Peugeot. Il décède à Anglet en 1945.

## Détails de l'affaire

### Histoire de l’usine de coton-poudre
En 1905, l’industriel allemand Peter Temming de Buhl a pour projet de créer en Bretagne une usine de coton-poudre. Le site de production fera du blanchiment du coton pour fabriquer la poudre sans fumée des munitions. Avec l’aide de l’avocat conseil Emile Cloarec, la société d’exploitation de la Grande Palud est fondée avec à sa tête comme prête-nom Julien Legrand alors maire de Landerneau.  Le 6 juin 1907, Julien Legrand achète en son nom, au prix de 18 000 francs, un ancien moulin au bord de la rivière Elorn à André Uchard pour y installer l’usine qui entre en service la même année. Les capitaux sont allemands même si la société est au nom de Legrand.

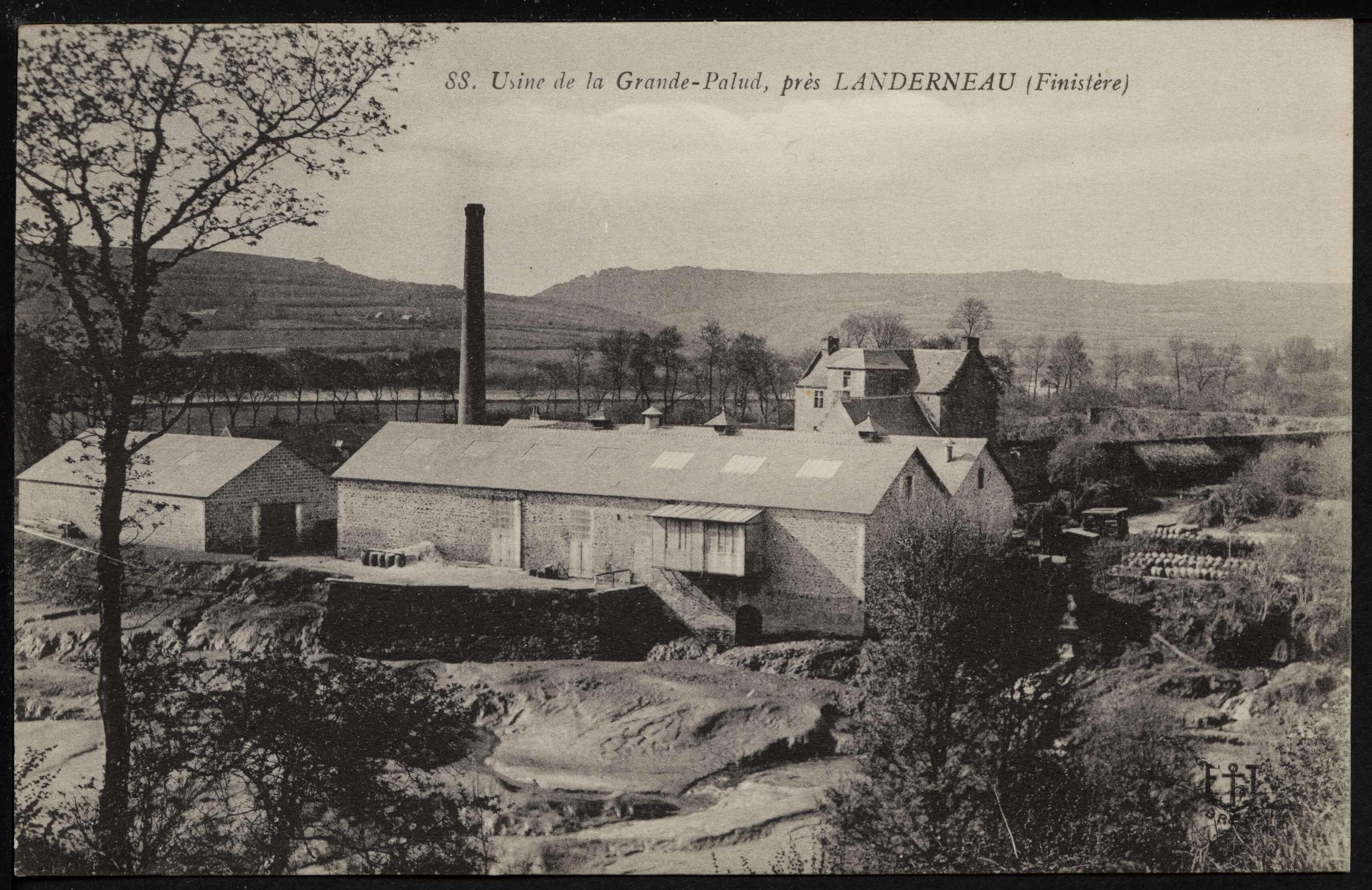
Usine de la Grande Palud en 1914 - Archives municipales de Landerneau

Fin 1908, l’usine de la Grande Palud est exclue de la liste des fournisseurs des poudreries nationales par le ministère de la guerre au motif que l’usine fonctionnait avec des capitaux et un personnel technique allemands.
Pour sortir de cette situation, l’avocat-conseil Émile Cloarec met en relation Peter Temming avec son ami Louis Cadiou. En mars 1909, Louis Cadiou crée une société au capital de 256 500 francs dont 136 500 francs apportés par sa famille. Il rachète l’usine de la Grande Palud. Les 120 000 francs restants sont sans souscripteur avoué. Malgré la création d’une nouvelle société, Peter Temming est toujours associé dans l’usine. Louis Pierre est recruté comme directeur technique en remplacement de l’ingénieur allemand Auguste Greiss.
Courant février 1910, Émile Cloarec transmet au sous-secrétaire d’État à la guerre des documents attestant que l’usine de la Grande Palud est entièrement française. M. Temming fait un faux qui atteste qu’il est complètement désintéressé.
En juin 1913, l’ingénieur Pierre adresse trois courriers les 3, 16 et 23 du mois au contrôleur général des poudres Barral. Dans ces lettres qu’il signe, il dénonce des malfaçons ainsi que la facturation abusive d'un wagon pour une livraison à Angoulême.
Début août 1913, Louis Cadiou donne pouvoir à Julien Legrand, ancien maire de Landerneau, pour vendre l’usine. On peut supposer qu'il change d’avis, car le 2 novembre 1913, il adresse une lettre à Peter Temming pour lui indiquer qu’il va lui régler la somme de 163 000 francs pour reliquat des capitaux engagés en 1907.
Le 27 octobre 1913, M. Goas du service des contrôles des poudres et salpêtres adresse un rapport officiel au ministère de la Guerre car le coton employé à l'usine de la Grande Palud était de qualité inférieure.
L’enquête déclenchée à la suite des dénonciations de l’ingénieur Louis Pierre et le rapport de M. Goas entraînent l’exclusion de la société des marchés de l’armée. Louis Cadiou est informé de la décision par courrier en date du 10 décembre 1913. Émile Cloarec intervient immédiatement auprès du ministère de la Guerre pour tenter d’annuler la décision. 
Pierre Henry, secrétaire du laboratoire des poudres et salpêtres d’Angoulême, est rayé des contrôles et mis à la retraite le 15 décembre 1913. Il s’agit d’un effet direct de l’enquête car Louis Cadiou lui versait des pots-de-vin pour connaître les offres de ses concurrents.
Le 27 décembre 1913, Louis Cadiou rachète les parts de la société anonyme aux membres de sa famille et devient l'unique propriétaire,.

### Chronologie de l’affaire
Au matin du 29 décembre 1913, Louis Cadiou et Louis Pierre travaillent avec le comptable Alain Guillou. Ils se rendent ensuite tous les deux chez le meunier Caroff à proximité pour évoquer la possibilité d’acheter le moulin afin d’agrandir l’usine.
Louis Cadiou est vu au matin du 30 décembre par sa logeuse à Landerneau. Il se rend ensuite à l’usine. A partir de ce moment, on ne sait plus avec certitude ce que fait la victime. Les témoignages d'une vingtaine d'ouvriers indiquent que le directeur de l'usine est resté peu de temps et serait parti avant l’arrivée de Louis Pierre. En contradiction avec les autres dépositions, trois ouvriers affirment voir l'ingénieur Pierre et l'usinier partir ensemble vers le moulin, c'est cette piste qui est retenue par l'instruction.
Le 31 décembre 1913, Mme Cadiou télégraphie un message à 10h00 à son mari pour s’étonner de son absence. Elle l’informe que deux courriers l’attendent : un de l’ingénieur Pierre et un autre d’un fournisseur allemand concernant un litige. A 15h00, Mme Cadiou télégraphie un message pour l’ingénieur Pierre afin de savoir si Louis Cadiou est toujours à Landerneau. Émile Cloarec, député de Morlaix et amis de la famille, contacte Jules Sebille alors directeur du service des recherches judiciaires et de la sûreté. Ce dernier adresse le jour même une note et demande à la brigade régionale de police mobile de Rennes de faire des recherches pour retrouver M. Cadiou. Dès cette date, la famille et ses amis affirment que Louis Cadiou a été assassiné.
Le receveur de la gare de Landerneau indique dans son témoignage aux policiers que Louis Cadiou a acheté un billet pour le train de 16h15 à destination de Morlaix. A Morlaix, Julien Baron (vétérinaire) et son épouse affirment avoir vu Louis Cadiou sur le quai de la gare ce jour-là. Louis Nicolas, courtier maritime et juge au tribunal de commerce à Brest affirme aussi l'avoir vu sur le quai vers 18h00.
Le 1er janvier 1914, Émile Cloarec adresse un télégramme à 12h30 à la mairie de Landerneau pour demander de vérifier si Louis Cadiou est dans la commune : « […]si ses valises sont à Landerneau car alors crime […] ». Le facteur Cabon et l’adjudant de pompiers Caramour indiquent aux policiers avoir croisé M. Cadiou sur la place Thiers à Morlaix. M. Le Gall, chef de bureau à l’hospice de Morlaix, déclare avoir croisé M. Cadiou à 19h00 sur le quai de la gare de Saint-Pol-de-Léon. 
Le 2 janvier 1914, Louis Pierre répond au télégramme de Mme Cadiou en indiquant qu’il a vu Louis Cadiou pour la dernière fois le 29 décembre.
Le 4 janvier 1914, Jean-Marie Cadiou (frère du disparu) et M. Bolloc'h, le liquidateur de la société Cadiou, emportent les registres de comptabilités et d’autres documents entreposés chez la logeuse de M. Cadiou. 
Le 8 janvier 1914, Jean-Marie Cadiou accompagné par Émile Cloarec dépose une plainte pour assassinat. Le procureur René Guilmard ouvre une procédure judiciaire pour assassinat.
L’ingénieur Pierre signe un contrat le 10 janvier 1914 avec Julien Legrand, ancien maire et ancien directeur de l'usine de la Grande Palud, pour devenir le futur directeur technique de l’usine de Daoulas qui doit être créée. Il se rétracte deux jours plus tard. Une clause de non concurrence lui interdisait normalement de travailler dans une usine similaire pendant 15 ans. Néanmoins, son départ était prévu de l'usine car Louis Cadiou avait entamé en novembre des démarches auprès de l'association de l’École Centrale pour recruter un nouvel ingénieur. Le départ de Louis Pierre était en effet fixé à juillet 1914.
Le 12 janvier 1914, Mme Cadiou promet 2 000 francs à toute personne fournissant des renseignements permettant de retrouver l’assassin de son mari.
Le 13 janvier 1914, Julien Legrand informe les journalistes que l’allemand Temming est toujours actionnaire de la société Cadiou ; ce qui pourrait justifier l'apport de 120 000 francs sans souscripteur avoué en 1909.
Le 21 janvier 1914, Jean-Marie Cadiou et M. Bolloc’h le liquidateur de la société Cadiou versent 25 500 francs à Legrand pour régler une dette datant de 1909.

Dans la nuit du 27 au 28 janvier 1914, M. Lemeur demeurant à Landerneau affirme qu’une voiture roulant à vive allure venant de Morlaix est passée vers 1h30 et repassée deux heures après en sens inverse. Cette même nuit vers 00h30, Mme Lespagnol et Jean Miossec reviennent de la foire de Commana avec 19 vaches. Ils déclarent avoir vu des lumières dans le bois de la Grande Palud, là où sera retrouvé le corps, à proximité du moulin au niveau du virage. Jean Miossec indiquera avoir crié en direction des lumières et que celles-ci se sont alors éteintes.

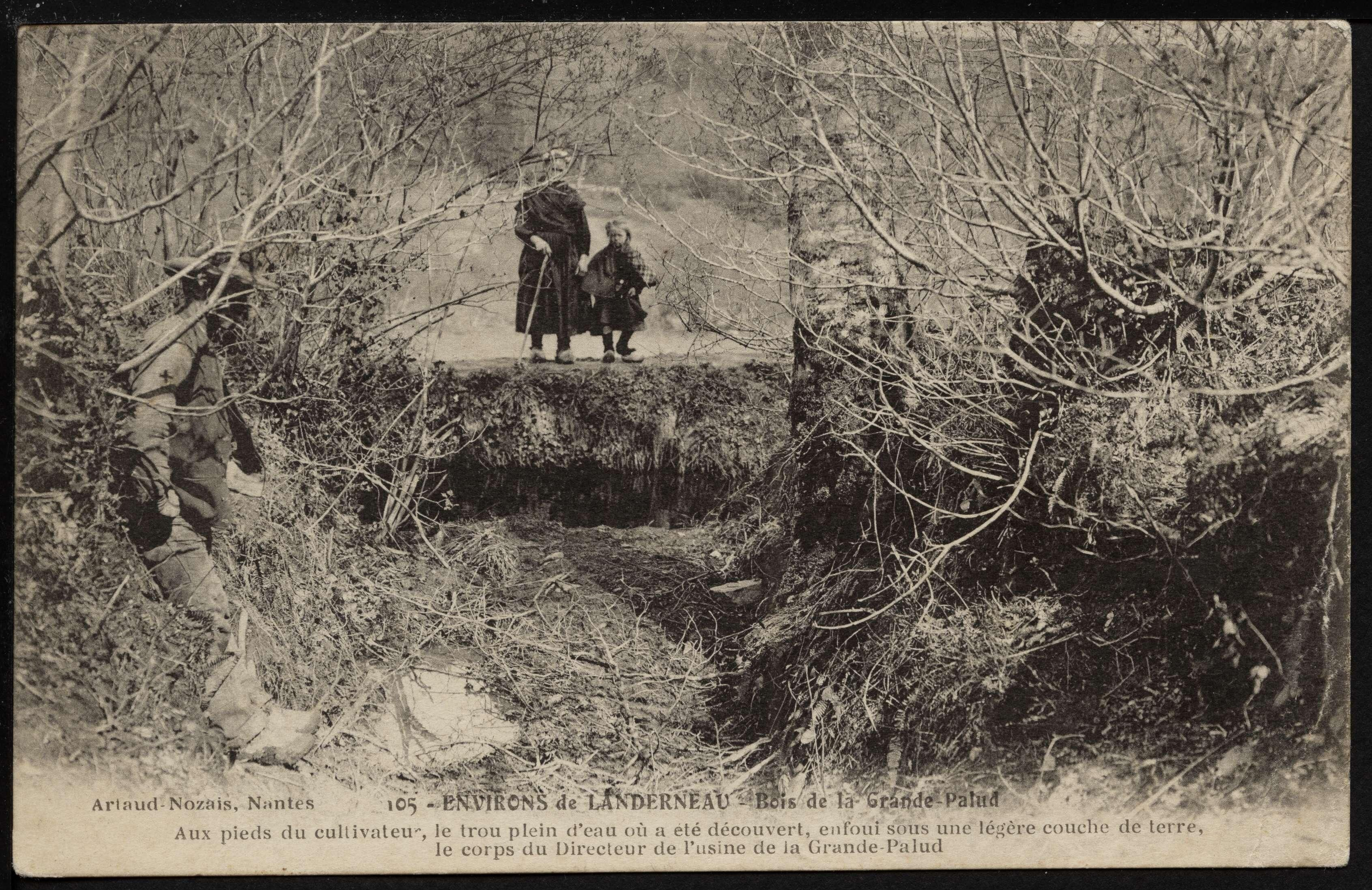
La fosse Cadiou - Archives municipales de Landerneau

Le 4 février 1914, Jean-Marie Cadiou découvre le cadavre de son frère Louis Cadiou à proximité du moulin de la Grande Palud. Il a fouillé cette zone sur les indications d’une somnambule de Nancy : Mme Camille Hoffmann. Le jour même, le docteur Rousseau autopsie le corps dans les locaux de l’usine. Ayant oublié ses outils à Brest, il ne peut réaliser tous les examens et se servira notamment d’un sécateur pour ouvrir le torse. Le légiste conclue à une mort par strangulation ou un traumatisme cervical. L’égorgement aurait été fait post-mortem et malgré le saignement qui a dû se produire, les vêtements ne sont pas ensanglantés. L'état de bonne conservation du corps interroge car il n'est pas boursouflé malgré un décès remontant théoriquement à plus de 30 jours. L’ingénieur Louis Pierre est placé sous mandat de dépôt et emprisonné à Landerneau dans la soirée. Le couteau de l'ingénieur et une pioche sont saisis car pouvant être les armes du crime.
Le 7 février, l'expertise de la pioche conclue à des traces de rouilles et non de sang. Les poils qui y étaient collés sont de lapin ce qui corrobore les affirmations de Louis Pierre.
Le Dr Rousseau déclare dans la dépêche de Brest du 12 février qu’il croit depuis le début que l’égorgement a été fait pour masquer des traces de strangulation et faire croire à un assassinat dans le bois.

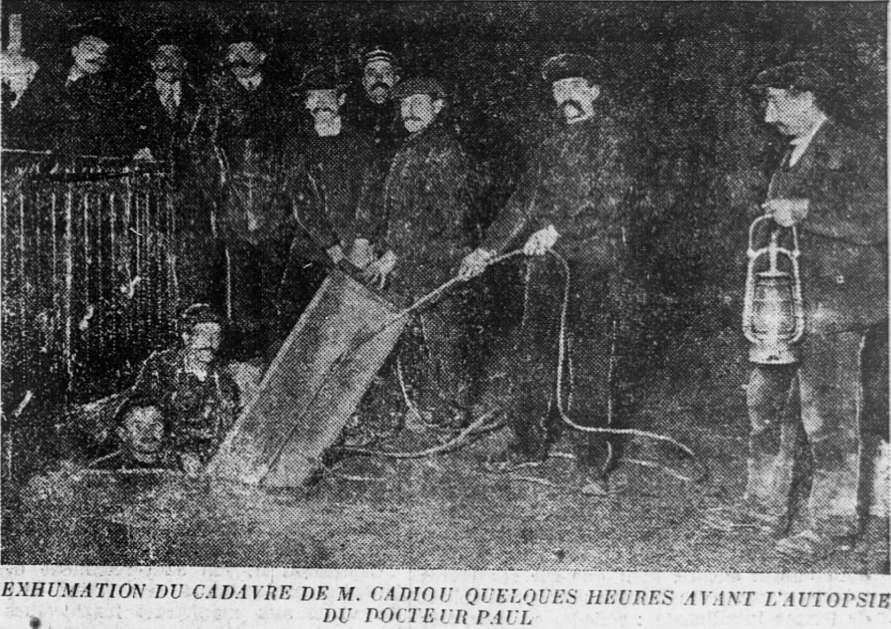
Exhumation du cadavre de M. Cadiou - L'Ouest-Eclair 19 février 1914

Le 15 février 1914, une lettre anonyme est postée à Quimper à l’attention du docteur Charles Paul. Le courrier conteste les conclusions de la première autopsie et invite à chercher un sillon laissé dans les chairs du cou. Une copie est envoyée également à l’inspecteur Brisset de la brigade mobile de Rennes.
Une contre-autopsie est réalisée le 17 février à Morlaix par le médecin légiste Charles Paul. Dans ses conclusions, il indique que Louis Cadiou a été tué d’une balle de révolver dans la tête ! La balle de 6 mm a pu être tirée par un révolver Vélodog.
Après plusieurs différents entre le parquet et les policiers de Rennes, et en dépit d’une commission rogatoire, le procureur René Guilmard donne l’ordre le 19 février 1914 aux brigades mobiles de n’agir que suivant ses instructions limitatives.
Courant février, le juge interroge l'ingénieur Pierre sur les armes qu'il a possédé. Ce dernier reconnaît avoir acheté un pistolet chez un armurier en 1912 qu'il aurait revendu peu de temps après à un voyageur de commerce. Sa version n'est pas confirmée par le commerçant qui situe l'achat en mai 1913. Le 26 février, Louis Pierre reconnaît son erreur et confirme s'être trompé d'un an dans la date d'achat. Dans la ligne de défense de l'ingénieur Pierre, cet épisode du pistolet est une grosse faiblesse : une erreur importante dans la date d'achat et une vente à une personne non identifiable.
Dans une interview accordée au journal Le Petit Parisien le 11 mars 1914, le principal témoin à charge contre M. Pierre se rétracte. Le fermier Bonnefoy n’a pu voir Louis Cadiou et Louis Pierre aller vers le bois à 11h00 le 30 décembre car il présentait au même moment un étalon à Landerneau.
Le 13 mars 1914,  la presse fait état de nouvelles rétractations, celles du pâtre Boulben et de Mme Quemeneur (propriétaire du débit de boissons de la Grande Palud). Ils n’ont pas vu les deux protagonistes se diriger vers le bois à 11h00 le 30 décembre. Ils confirment que Louis Cadiou est venu ce jour-là à vélo vers 9h00 et que Louis Pierre n’a pas bougé de son domicile.

Mme Zaccone, tante de Louis Cadiou, se rétracte le 7 avril. Elle affirmait que son neveu n'était pas à Morlaix le 31 décembre et le 1er janvier car il n'était pas venu la saluer. De plus, elle certifiait être restée à sa fenêtre dans la matinée du 1er janvier or elle était à la messe puis chez une amie.

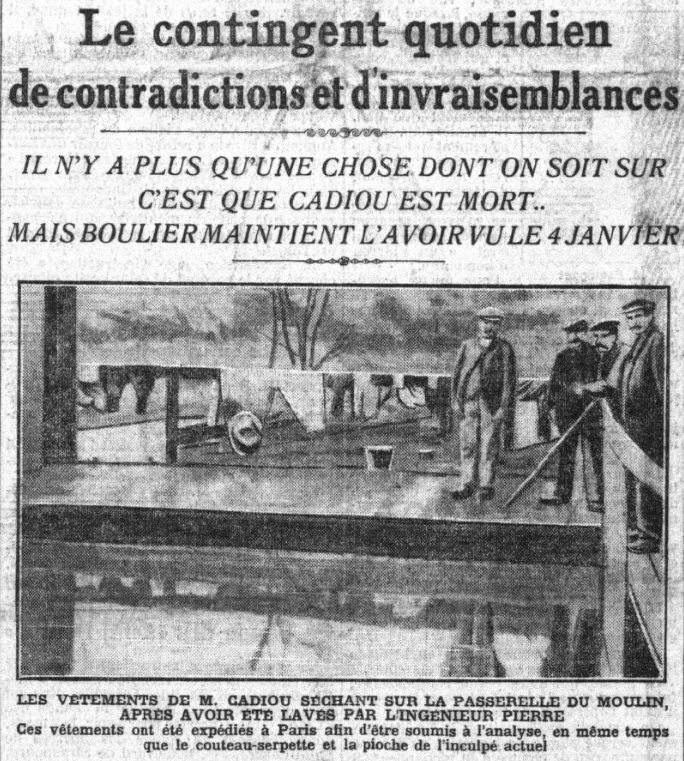
Vêtements de M.Cadiou lavés et séchés le jour de la découverte du cadavre - Le Petit Parisien 12 mars 1914

Le 17 avril 1914, le docteur Paul confirme à la presse qu'il ne peut faire expertiser les vêtements qu'il a reçu du juge car ce ne sont pas ceux portés par Louis Pierre le jour présumé de l'assassinat de M. Cadiou. 
Un évènement tragique se produit le 6 mai 1914 : Pierre Henry, ancien informateur et bénéficiaire de pots-de-vin de Louis Cadiou, se suicide sous un train en gare de Vitry-sur-Seine quelques jours avant sa convocation par le juge Gustave Bidard de la Noë.
Dans un courrier publié dans les journaux du 13 et 14 mai 1914, Claude Farrère apporte son soutien à Louis Pierre. Ce court texte ironique de l'officier de la marine et prix Goncourt 1905 relie l'affaire Cadiou et l'affaire des Poudres.
Après 110 jours de détention, à la suite de la rétractation de nombreux témoins et en l'absence de preuve tangible, Louis Pierre est remis en liberté provisoire le 25 mai 1914.
Le 28 mai 1914, M. Kohn-Abrest, chef du laboratoire toxicologique, remet son rapport. Il n'y avait de sang ni sur la pioche, ni sur le couteau serpette de Pierre et les taches qui avaient attiré l'attention des magistrats enquêteurs sont des taches de rouille. Les vêtements que portait l'ingénieur le 30 décembre 1913 ne comportent aucune trace de sang.
L'armurier-expert de Saint-Etienne, Jean Grivolat, remet son rapport d'analyse balistique le 4 juin 1914. Il est formel deux points : la balle de 6 mm qui été retrouvée dans la mâchoire de Louis Cadiou a fabriquée par la Cartoucherie française et tirée par un vélodog. Le revolver et la cartouche ont pu être vendu par l'armurier Marie de Landerneau. Il ne peut confirmer que le projectile a été tiré par le pistolet que Pierre a possédé car on n'a pas retrouvé l'arme du crime.
Dans son arrêt de renvoi du 9 juillet 1914, le juge d'instruction Bidard de la Noë expose le mobile du crime : Louis Pierre souhaitait s’engager dans la nouvelle usine de Daoulas. Son contrat lui interdisant de travailler dans une usine similaire pendant 15 ans, il a assassiné Louis Cadiou car il n’aurait jamais eu son consentement pour travailler chez un concurrent direct. Cet arrêt est en contradiction avec la décision du 25 mai : un accusé d’assassinat, crime passible de la peine de mort, est en liberté provisoire.
Le 29 juillet 1914, la chambre des mises en accusation décide de renvoyer Louis Pierre devant les assises du Finistère. 

### Procès et acquittement
Le procès s’ouvre cinq ans après les faits le 27 octobre 1919. Louis Pierre est défendu par un ténor du barreau : Me Henri-Robert.
Contrairement à l’ordonnance du juge Gustave Bidart de la Noë qui documentait un assassinat avec pour corollaire la peine de mort, l’acte d’accusation mentionne un meurtre ce qui lui fait encourir une peine allant de cinq ans de réclusion aux travaux forcés à perpétuité.

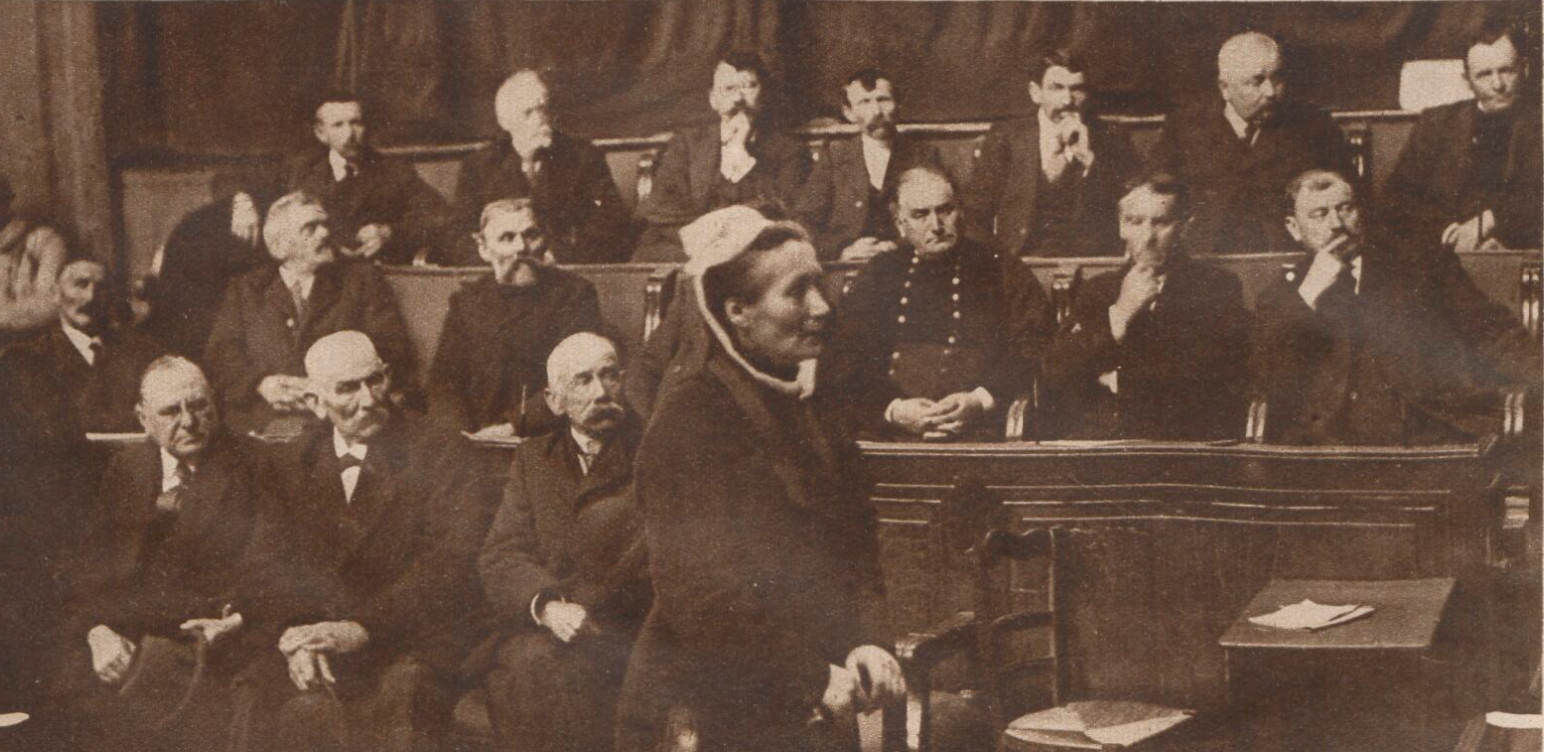
En arrière-plan, les jurés lors du procès - Le Miroir du 9 novembre 1919

Après cinq jours de procès, le 31 octobre 1919, le jury délibère en moins de vingt minutes : Pierre Louis Désiré est-il coupable d’avoir, à Landerneau, volontairement donné la mort à Louis Cadiou ? Non, déclare le jury. Le verdict est rendu par 11 voix contre 1.
Louis Pierre est acquitté et remis en liberté sur le champ.

## Causes possibles de l'échec de l'instruction
Dans cette affaire, les meilleurs policiers (Brigade mobile de Rennes) ont enquêté. Les meilleurs experts de France ont été sollicité : le médecin-légiste Charles Paul pour la deuxième autopsie, M. Kohn-Abrest pour la toxicologie et M. Grivolat expert armurier. 
Malgré les moyens déployés, le coupable n'a jamais été retrouvé car l’instruction est menée à charge exclusivement contre l’ingénieur Pierre et plusieurs pistes ne sont pas explorées.

### Les concurrents locaux de Louis Cadiou.
Dans la déposition de M. Schlessinger, ce dernier indique que les principaux ennemis de Cadiou sont Dumons, directeur de la filature Traon-Elorn et Legrand, ancien directeur de la Grande Palud et promoteur d'un projet concurrent à Daoulas. Cette piste ramène aux rivalités locales où s’opposent des clans d’industriels et de politiques. Une enquête dans cette direction aurait risqué de rallumer le scandale des poudres et aussi de mettre en lumière les pratiques de versements de pot-de-vin au profit de députés et de personnel des poudreries nationales.

### La famille Cadiou
Quel intérêt le cercle Cadiou a-t-il à crier à l’assassinat le 1er janvier ? Dès le départ de l’affaire, la brigade mobile privilégie la piste d’un suicide, que la famille a maquillé en meurtre. Elle a un double intérêt dans cette stratégie : toucher l’assurance-vie et éviter un déshonneur. Peu de personnes croient aux révélations de la somnambule qui permettent au frère du défunt de trouver le corps, cette histoire ne fait que renforcer les convictions de la brigade du Tigre rennaise. Ensuite, la famille insiste pour faire une contre-autopsie qui conclue à un crime sans équivoque. Le courrier anonyme transmis la veille de l’autopsie qui demande de chercher dans le cou a pu être rédigé par un ami de la famille. Selon la police, il pourrait s'agir du docteur Prouff de Morlaix mais le parquet refusera de faire les expertises graphologiques. Malgré plusieurs mensonges ou dissimulations de documents, le clan Cadiou n’a jamais été inquiété par le juge d’instruction.

### Le parquet de Brest

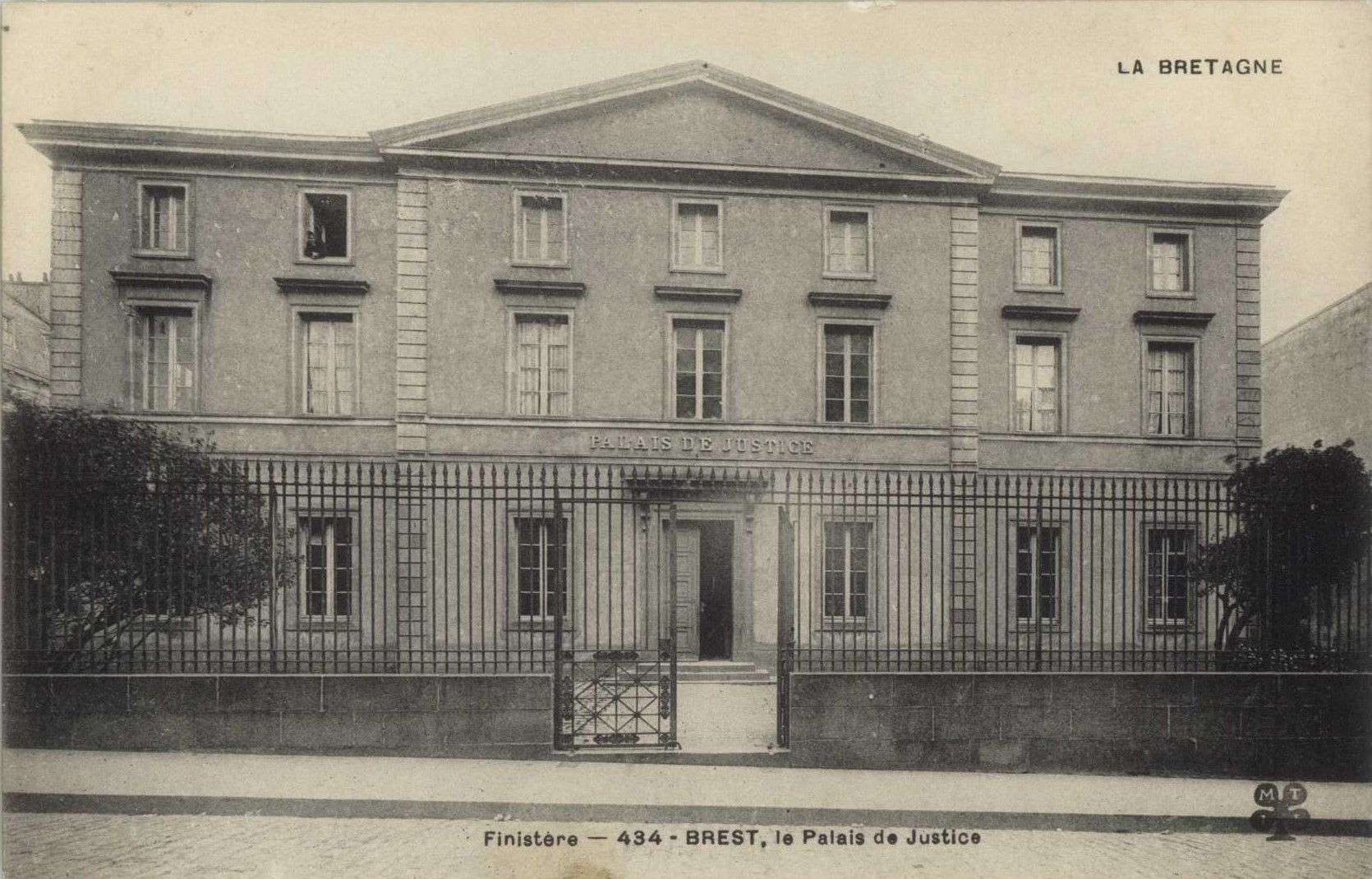
Palais de Justice de Brest - Archives départementales du Finistère

Le procureur René Guilmard porte en grande partie l’échec de l’enquête notamment en ayant imposé la piste de Landerneau au détriment de la piste de Morlaix. Il accorde aussi une importance aux témoignages du gardien de nuit Jacques Bossard, qui sont tous à la charge du prévenu, mais finalement l'instruction prouve qu'ils sont controuvés. Par ailleurs, il a expressément interdit à la brigade mobile de travailler en dehors des instructions du juge d’instruction ou de lui-même contrairement à la saisine initiale. Pour contourner cet ordre, les policiers se servent de la presse en informant quelques journalistes de confiance pour les lancer sur les pistes qui leur sont interdites comme enquêter à Morlaix. Ainsi guidée, la presse commence à publier des informations déstabilisatrices pour la thèse du parquet de Brest ce qui a conduit à la rétractation de nombreux témoins. Face à ces fuites, le procureur Guilmard rédige une circulaire pour interdire aux policiers toute communication avec la presse. Les journalistes ne cessent de dénoncer l'obstination du parquet qui refuse de libérer Louis Pierre malgré l'absence de charge. Le procureur manœuvre aussi pour surcharger la brigade mobile de tâches répétitives ou inutiles et les fait surveiller par les policiers de Brest. L'échec de la collaboration entre le parquet de Brest et la mobile de Rennes marqua l'histoire des brigades mobiles. Marcel Nadaud donne la conclusion de cette histoire "Par l'impéritie d'un juge d'instruction, par l'obstination d'un parquet aveugle, les vrais coupables ont pu échapper."

## Annexe

### Chansons
Le mystère de la Grande Palud inspira rapidement trois complaintes :
- Berthou ; Le mystère de la Grande Palud en la Forest (près Landerneau)[54]. La Dépêche de Brest [en ligne]. 12 février 1914, p.3 [consulté le 11 novembre 2024]

- Ferdy ; Le mystère de la Grande Palud[55]. La Dépêche de Brest [en ligne]. 30 mars 2014, p.3 [consulté le 11 novembre 2024]
- Saïc ; Le mystère de la Grande Palud en la Forest (près Landerneau) [Consulté le 28 février 2025]

### Photos
- Cartes postales Artaud et Nozais : la ville de Landerneau conserve dans ses archives une collection de 36 cartes postales se rapportant à l'affaire Cadiou. Les documents (cote 3 Fi 705 à 3 Fi740) sont consultables en ligne sur le site patrimoine.landerneau.bzh.
- Clichés de M. Bergeron du site de la Grande Palud et de témoins dans le Monde Illustré n°2975 du 4 avril 1914 et n°2976 du 11 avril 1914.
- Photos lors du procès en 1919 dans Le Miroir n°311 du 9 novembre 1919 p.12

## Sources

### Blog
- Liliane Langellier. Affaire Cadiou. Affaire Seznec Investigation [consulté le 11 novembre 2024]

### Presse
- « Histoire : L'affaire Cadiou », Bretons (magazine), no 201,‎ octobre 2023.
- Marcel Turbiaux, « En marge de la querelle de l'hypnose, Henry Beaunis et l'affaire Cadiou », Bulletin de psychologie, no 488,‎ 2007, p. 159-169 (lire en ligne, consulté le 14 mars 2025).
- Paul Gordeaux (ill. Jean-Albert Carlotti), « Le crime ne paie pas (bande dessinée) : L'affaire Cadiou », France-Soir, nos 2389-2395,‎ 4 avril 1952, p. 2 (lire en ligne, consulté le 11 mars 2025).
- Marc Minnerath, « La ville des trois mystères », Le Nouveau Détective, no 100,‎ 25 septembre 1930, p. 3-4 (lire en ligne, consulté le 11 mars 2025).
- Marcel Nadaud (ill. Maurice Pelletier), « Les morts mystérieuses : Du sang sur les bruyères », Images, nos 28-29-30,‎ 30 mars 1930, p. 20-21 (lire en ligne, consulté le 11 mars 2025).

### Émission de radio
- Christophe Hondelatte. Hondelatte raconte L’affaire Cadiou, un meurtre qui sent la poudre [podcast]. Épisode Bonus. Europe1, 2 octobre 2024 [consulté le 11 novembre 2024]

### Sources primaires
- Archives départementales du Finistère. cote 4 U 2 / 378-387. Quimper : Les dossiers de procédure de l'Affaire Pierre.
- Archives départementales d'Ille-et-Vilaine. cote 4 M 523. Rennes : Rapports et correspondance interne de la brigade mobile de Rennes.
- Presse régionale et nationale accessible sur le site Gallica de la BNF :
  - La Dépêche de Brest
  - L'Ouest-Éclair
  - Le Nouvelliste de Bretagne
  - Le Petit Parisien
  - Le Petit Journal
  - Le Matin
  - Excelsior
  - La Liberté
  - Le Temps